# Lauren Vélez
Luna Lauren Vélez (New York, 2 novembre 1964) è un'attrice statunitense.

## Biografia
Ha origini portoricane e ha una sorella gemella, Lorraine Vélez, anche lei attrice. I suoi ruoli più importanti sono María LaGuerta in Dexter, la Detective Nina Moreno nella serie New York Undercover e la dottoressa Gloria Nathan nella serie Oz.

## Filmografia

### Cinema
- Così mi piace (I Like It Like That), regia di Darnell Martin (1994)
- City Hall, regia di Harold Becker (1996)
- Buscando un Sueño, regia di Joseph Medina (1997)
- I Think I Do, regia di Brian Sloan (1997)
- The LaMastas, regia di Paul Griffin (1998)
- Taino, regia di Edwin M. Figueroa – cortometraggio (1999)
- Prince of Central Park, regia di John Leekley (2000)
- Prison Song, regia di Darnell Martin (2001)
- Barely Buzzed, regia di Carter Harris (2005)
- Serial, regia di Kevin Arbouet e Larry Strong (2007)
- La prima notte del giudizio (The First Purge), regia di Gerard McMurray (2018)
- Spider-Man - Un nuovo universo (Spider-Man: Into the Spider-Verse), regia di Peter Ramsey (2018) – voce
- Shaft, regia di Tim Story (2019)
- Swallow, regia di Carlo Mirabella-Davis (2019)
- Rogue Hostage, regia di Jon Keeyes (2021)
- Spider-Man: Across the Spider-Verse, regia di Kemp Powers (2023) – voce
- Transformers - Il risveglio (Transformers: Rise of the Beasts), regia di Steven Caple Jr. (2023)

### Televisione
- The Cosby Mysteries – serie TV, episodio 1x14 (1995)
- New York Undercover – serie TV, 64 episodi (1995-1998)
- Thicker Than Blood, regia di Richard Pearce – film TV (1998)
- Oz – serie TV, 56 episodi (1997-2003)
- St. Michael's Crossing – serie TV (1999)
- Love and Treason, regia di Lewis Teague – film TV (2001)
- Law & Order - Unità vittime speciali (Law & Order: Special Victims Unit) – serie TV, episodi 5x16-6x03 (2004)
- Squadra Med - Il coraggio delle donne (Strong Medicine) – serie TV, episodio 5x20 (2005)
- Medium – serie TV, episodio 2x19 (2006)
- Numb3rs – serie TV, episodi 2x23-3x08-3x16 (2006)
- Law & Order: Criminal Intent – serie TV, episodio 7x11 (2008)
- Ugly Betty – serie TV, 6 episodi (2008-2009)
- Dexter – serie TV, 84 episodi (2006-2012) – María LaGuerta
- I signori della fuga (Breakout Kings) – serie TV, episodio 1x12 (2011)
- Elementary – serie TV, episodio 3x16 (2015)
- Le regole del delitto perfetto (How to Get Away with Murder) – serie TV, 11 episodi (2016)
- American Rust - Ruggine americana (American Rust) – serie TV, 10 episodi (2024)

## Doppiatrici italiane
Nelle versioni in italiano dei suoi lavori, Lauren Luna Vélez è stata doppiata da:
- Emanuela Baroni in Dexter, Transformers - Il risveglio
- Laura Boccanera in New York Undercover, La prima notte del giudizio
- Laura Romano in Oz
- Anna Cesareni in Law & Order - I due volti della giustizia
- Giò Giò Rapattoni in Law & Order - Unità vittime speciali
- Antonella Rinaldi in Jarod il camaleonte
- Cristina Giolitti in Law & Order: Criminal Intent
- Cinzia Villari in Rosewood Lane
- Patrizia Burul in Ugly Betty
- Milvia Bonacini in Elementary
- Antonella Alessandro ne Le regole del delitto perfetto
- Anna Radici in Swallow
- Paola Majano in Blue Bloods

Da doppiatrice è stata sostituita da:
- Ilaria Latini in Spider-Man - Un nuovo universo, Spider-Man: Across the Spider-Verse